# Oliver Horn
Oliver A. Horn (* 22. Juni 1901 in St. Louis; † 10. Oktober 1960 in Grosse Ile Township) war ein US-amerikanischer Wasserballspieler.

## Karriere
Horn nahm an den Olympischen Spielen 1924 in Paris teil. Hier erreichte er mit der US-amerikanischen Nationalmannschaft den dritten Rang und sicherte sich somit Bronze. Auf nationaler Ebene gewann er als Spieler des Illinois Athletic Club die Wasserballmeisterschaften der Amateur Athletic Union in den Jahren 1924, 1927 und 1930. Später war der US-Amerikaner als Geschäftsmann tätig.